# Michael Wutky
Michael Wutky (1739, Krems an der Donau - 28 septembre 1822/23, Vienne) est un peintre paysagiste autrichien de style rococo spécialisé dans des scènes italiennes, célèbre pour ses peintures des éruptions du Vésuve.

## Biographie
En 1759, il étudie à l'Académie des beaux-arts de Vienne avec Martin van Meytens. À l'origine peintre d'histoire, il n'a pas eu beaucoup de succès dans cette voie. En 1770, il devient membre de l'Académie et se rend en Italie pour son compte. Une fois là-bas, il se tourne vers la peinture de paysage, qui s'avère être son véritable point fort.
Il est surtout connu pour les peintures qu'il a réalisées lors d'un séjour à Naples. Le Vésuve était particulièrement actif à cette époque et il en a profité pour saisir des scènes rapprochées des éruptions et des coulées de lave. Accompagné du diplomate et volcanologue anglais, Sir William Hamilton, il a même fait de dangereuses ascensions du volcan au plus près du cratère. Jusqu'à l'avènement de la photographie, ses peintures étaient considérées comme les représentations les plus scientifiquement précises d'une éruption volcanique. Le Comte Lamberg, un collectionneur autrichien, lui a passé commande, alors qu'il résidait comme lui à l'ambassade de Naples. Lord Bristol lui propose d'acheter deux de ses paysages italiens à 1200 Ducat pièce, mais il décède avant la finalisation de la vente.
Il peint ensuite des ruines à Rome, puis retourne à Vienne où il devient professeur à l'Académie. En 1805, il repart en Italie pour collecter du nouveau matériel. Son demi-frère, Franz Neumann (1744-1816), directeur de la "Galerie royale des antiquités" lui laissa 40 000 Florin, mais il continua de gagner sa vie en peignant.

## Œuvre
- Le Sommet du Vésuve en éruption, vers 1780, huile sur toile, 95 × 146 cm, Académie des beaux-arts de Vienne[2]
- Éruption du Vésuve, huile sur toile, 45 × 55 cm, Palais du Belvédère (Vienne)[3]
- La Solfatara en bord de mer, huile sur toile, 45 × 55 cm, Palais du Belvédère (Vienne)[4]

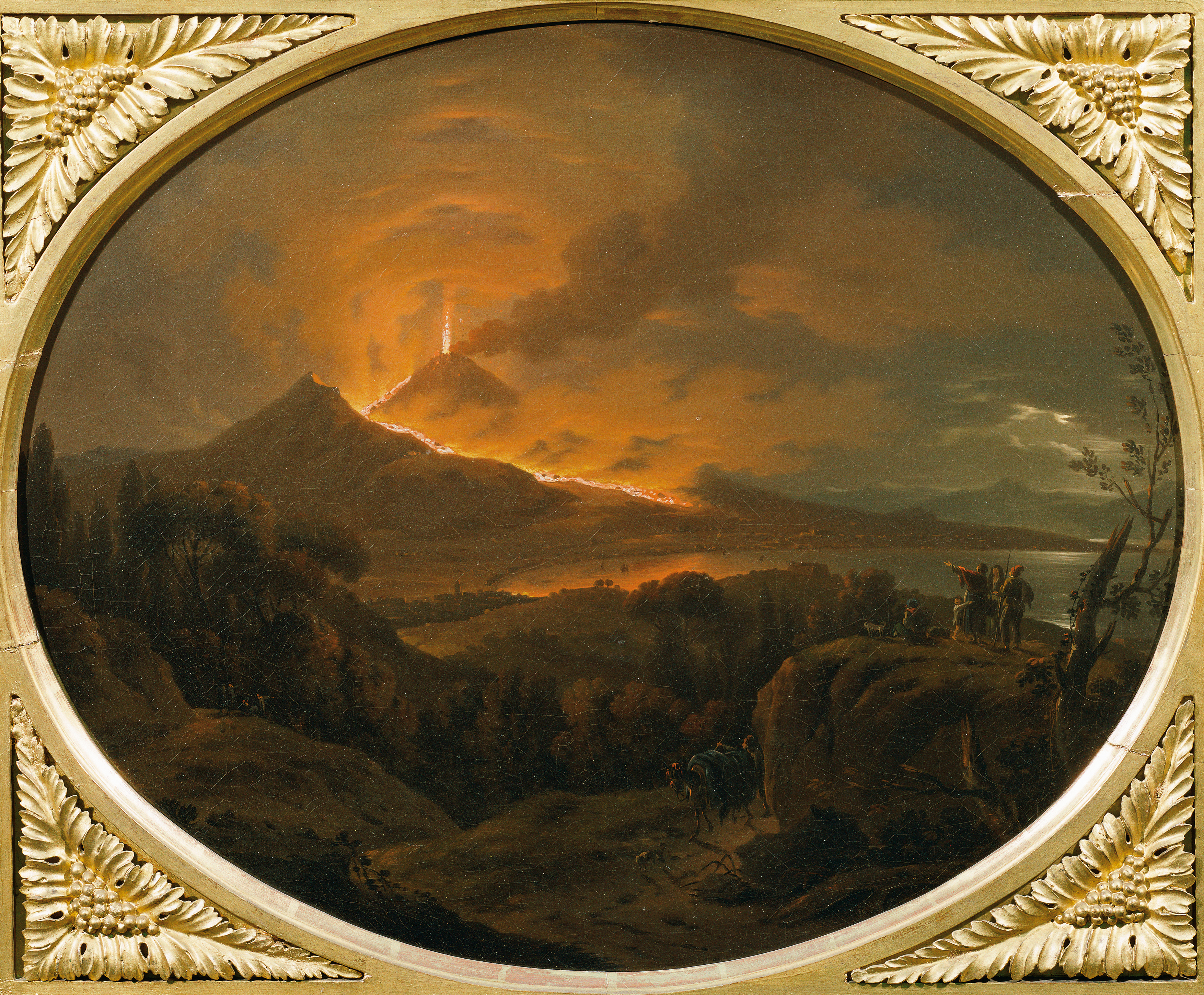
Éruption du Vésuve, vers 1780 Palais du Belvédère (Vienne)
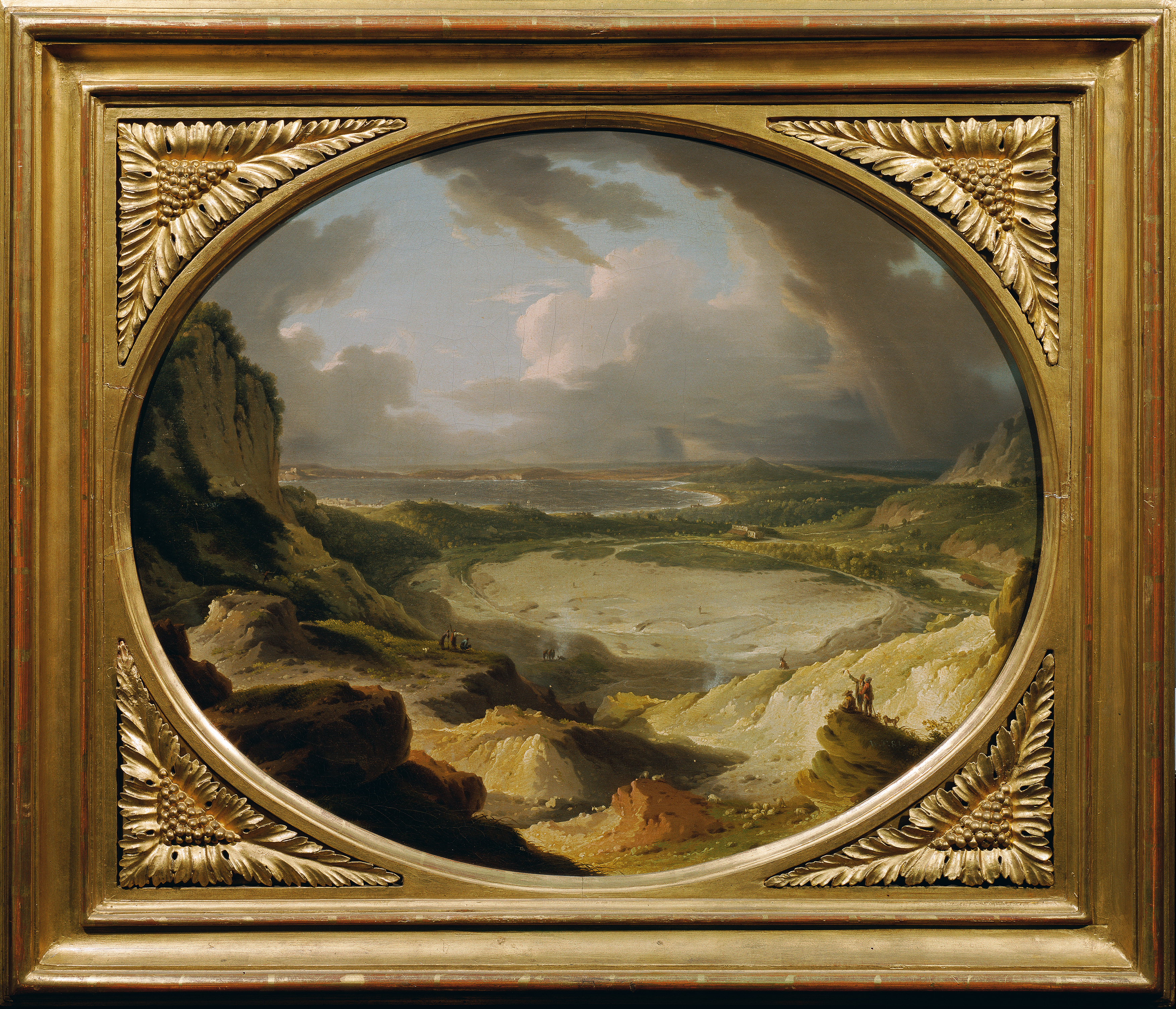
La Solfatara en bord de mer Palais du Belvédère (Vienne)